# Frederick Nymeyer
Frederick Nymeyer (12 de noviembre de 1897-18 de febrero de 1981) fue un industrial de South Holland, Illinois, y un defensor del libertarismo temprano y la economía austriaca.
Nymeyer fundó Libertarian Press y fue el principal responsable de llevar los escritos económicos de Eugen von Böhm-Bawerk a los Estados Unidos. Amigo personal de Ludwig von Mises, Nymeyer también fue un entusiasta defensor de la economía austriaca.
Sus escritos evidencian un compromiso con los principios del libre mercado y una devoción a su fe calvinista holandesa. Su trabajo más minucioso, Minimal Religion, postula la incompatibilidad de la ética socialista con la fe cristiana. En Social Action, Hundred Ninetee, argumentó enérgicamente contra el evangelio social. En Progressive Calvinism, luego renombrado como First Principles in Morality and Economics, fue un periódico escrito por Nymeyer. Dirigida principalmente a una audiencia de jóvenes reformados holandeses, la publicación vinculó los principios cristianos con la teoría política libertaria.
Los escritos de Nymeyer también tocan las ideas teológicas. En el acalorado debate sobre Common Grace, Nymeyer se opuso a la posición oficial de su denominación (Iglesia Cristiana Reformada), aceptando en cambio una posición similar a la defendida por Herman Hoeksema y las Iglesias Protestantes Reformadas.